# 1707 au Canada
Pour un article plus général, voir Chronologie du Canada.
Cet article traite des événements qui se sont produits durant l'année 1707 au Canada.

## Événements
- 19 mai : Victor Marie d’Estrées devient vice-roi de la Nouvelle-France à la mort de son père[1].
- 6 juin : les Anglais font le siège de Port-Royal. Ils sont repoussés par les Acadiens après dix jours.
- 20 août : l’armée anglo-américaine réapparait devant Port-Royal, mais est de nouveau repoussé par le gouverneur Subercase[2].

## Naissances
- 28 avril : Pierre-François Olivier de Vézin, administrateur des forges du Saint-Maurice († 16 décembre 1776).
- 5 septembre : John Forbes (général), militaire qui dirigea la campagne contre Fort Duquesne († 11 mars 1759)
- 12 novembre : Joseph du Pont Duvivier, militaire acadien († 24 novembre 1760).
- Joseph La France, trappeur et explorateur († 1745).
- Philip Durell, militaire britannique († 26 août 1766).
- Toussaint Cartier, ermite près de Rimouski († 30 janvier 1767).

## Décès
- 12 octobre : Philippe Clément du Vuault de Valrennes, officier militaire (° 1647).
- 17 octobre : Joseph de Monic, militaire et gouverneur de Plaisance (° 1650).
- Jean-Vincent d’Abbadie de Saint-Castin, militaire et chef chez les abénakis (° 1652).